# 등신불 (드라마)
《등신불》(等身佛)은 KBS에서 김동리의 동명 소설을 원작으로 하여 두 차례에 걸쳐 드라마로 제작, 방영된 작품이다. 1981년 5월 23일 TV 문학관(1기)으로 방영되었고, 이후 2000년대 HDTV 시대를 맞아 2006년 10월 6일에 또 다시 제작되어 HDTV 문학관으로 방영되었다. 25년의 시차를 두고 같은 작가와 연출자에 의해 한 방송사에서 제작된 특이점이 있다.

## 출연
| 1981년 주요 인물 임혁 : 만적 역 속명 ‘기’. 민욱 : 나(23세) 역 일제시대 관동군 학병. 한혜숙 : 여옥 역 만적의 의붓동생. 백준기 : 신 역 여옥의 동생, 만적의 의붓동생. 주변 인물 박병호 : 혜각선사 역 김동훈 : 사구(진씨) 역 주현 : 청지기 역 반효정 : 장씨 역 만적의 생모. 이성웅 : 일본장교 역 이진숙 : 유모 역 그 외 인물 최창호 이원종 김성환 김경하 장항선 조재훈 고희준 유승봉 지계순 권일정 한지하 이진희 맹호림 이병철 박해상 차양희 박태서 안성호 전병옥 이두섭 김해권 | 2006년 주요 인물 김정현 : 나(20대 초반) 역 일제시대 관동군 학병. 성민 : 만적(20대 중후반) 역 속명 ‘기’. 정시아 : 여옥(20대 초반) 역 만적의 의붓동생. 엄성모 : 신(10대 후반) 역 여옥의 동생, 만적의 의붓동생. 고두심 : 장씨(40대 후반) 역 만적의 생모. 주변 인물 현재 김인태 : 원혜스님 역 이원용 : 진지수 역 황인우 : 시봉스님 역 이철민 : 일본장교 역 과거 김봉근 : 사구(진씨) 역 김병기 : 청지기 역 연운경 : 유모 역 남일우 : 혜각선사 역 그 외 인물 현재 김태환 : 어린 행자 역 정성희 : 중국군 1 역 이명우 : 중국군 2 역 윤경식 : 중국군 3 역 조대현 : 일본군 1 역 최고 : 일본군 2 역 과거 박정환 : 스님 1 역 서정호 : 스님 2 역 정남현 : 스님 3 역 황호상 : 스님 4 역 이종구 : 스님 5 역 양철순 : 스님 6 역 이종희 : 장꾼 1 역 최건호 : 장꾼 2 역 박순갑 : 행인 1 역 |

## 제작진
| - 기술감독 : 박신규 - 조명감독 : 정석중 - 조명 : 인형근, 최병화, 김환경, 장현기 - 음향 : 오창석, 정호영, 이흥렬 - 영상 : 박희동 - 녹화 : 박원희 - 영사 : 강영규 - 음악 : 백명제 - 주제가 작곡 : 김기웅 - 효과 : 박용기, 오승진 - 타이틀 : 장명헌 - 디자인 : 서상정 - 장치 : 전인식 - 분장 : 전예출, 최효성 - 의상 : 이명종, 한미나 - 소품 : 심기보, 지만택, 이갑호 - 미용 : 곽오순 - 야외촬영 : 박노한, 최영수 - 야외조명 : 이현우 - 편집 : 차옥진 - 카메라 : 김사성, 홍성동, 김의종 - 조연출 : 이영국 - 극본 : 이은성 - 연출 : 장형일 | - 기획 : 이녹영 - 프로듀서 : 최지영 - 극본 : 이은성, 김이현 - 연출 : 장형일 - 조연출 : 백상훈 - 진행 : 이언정, 김영진, 최관식 - 기록 : 김문숙 - 촬영 : 강장수 - 조명 : 이화윤 - 동시녹음 : 이진욱 - 장비 : 임길재 - 보조출연 : 지종근 - 디자인 : 김학권 - 소품 : 이석호, 강상철 - 의상 : 이성주, 이석근 - 분장 : 김도형 - 미용 : 조강희 - 특수효과 : 전건익 - 무술감독 : 박주천 - 제작 : 김부성 - 중국 코디네이터 : 강창선 - 중국 프로듀서 : 장 요웨이 - 중국 진행팀 : 황경화 외 |

## 같이 보기
- 《등신불》 (소설)

## 수상
- 1982년 백상예술대상 TV부문 대상, TV부문(드라마) 작품상